# Grossaktion Varsóvia

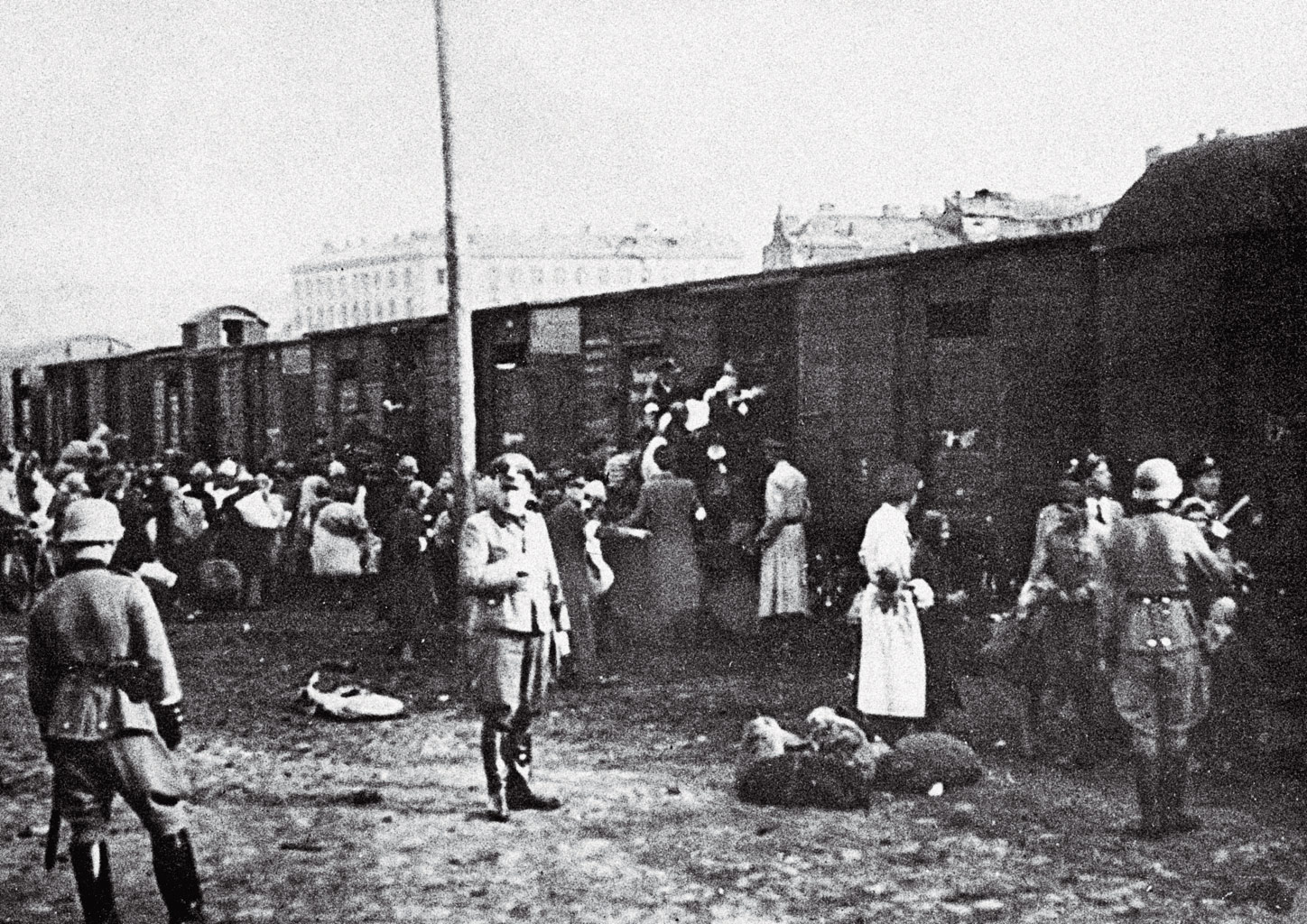
Judeus embarcando em trens na Umschlagplatz em Varsóvia durante a ocupação alemã da Polônia

A Grossaktion Varsóvia ("Grande Ação") foi o codinome nazista para a deportação e assassinato em massa de judeus do gueto de Varsóvia durante o verão de 1942, começando em 22 de julho. Durante a Grossaktion, os judeus foram aterrorizados em batidas diárias, marcharam pelo gueto e se reuniram na praça da estação Umschlagplatz para o que foi chamado no jargão eufemístico nazista de "reassentamento no leste". De lá, eles foram enviados em trens superlotados do Holocausto para o campo de extermínio de Treblinka.
O maior número de judeus de Varsóvia foi transportado para a morte em Treblinka no período entre os feriados judaicos Tisha B'Av (23 de julho) e Yom Kippur (21 de setembro) em 1942. O centro de extermínio havia sido concluído em 80 quilômetros (50 milhas) de Varsóvia apenas algumas semanas antes, especificamente para a Solução Final. Treblinka foi equipado com câmaras de gás disfarçadas de chuveiros para o "processamento" de transportes inteiros de pessoas. Liderada pelo líder da SS Brigadeführer Odilo Globocnik, a campanha, codinome Operação Reinhardt, tornou-se a parte crítica do Holocausto na Polônia ocupada.